# Élections sénatoriales de 2014 à Saint-Barthélemy
L’élection sénatoriale de 2014 à Saint Barthélemy a lieu le 28 septembre 2014. Elle a pour but d'élire le sénateur représentant la collectivité d'outre-mer au Sénat pour un mandat de six années.

## Contexte départemental
| Sénateur | Sénateur      | Parti | Fonctions lors de l'élection en 2008 |
| -------- | ------------- | ----- | ------------------------------------ |
|          | Michel Magras | UMP   | Conseiller territorial               |

## Collège électoral
En application des règles applicables pour les élections sénatoriales françaises, le collège électoral appelé à élire le sénateur de Saint-Barthélemy en 2014 se compose de la manière suivante :
| Conseillers territoriaux | Conseillers territoriaux | Conseillers territoriaux | Conseillers territoriaux | 19 | 90,46 %  |
| Députés                  | Députés                  | Députés                  | Députés                  | 1  | 4,77 %   |
| Sénateurs                | Sénateurs                | Sénateurs                | Sénateurs                | 1  | 4,77 %   |
| Total                    | Total                    | Total                    | Total                    | 21 | 100,00 % |

Michel Magras étant sénateur et conseiller territorial, il a un remplaçant pour cette dernière fonction.

## Présentation des candidats
Les nouveaux représentants sont élus pour une législature de 6 ans au suffrage universel indirect par les grands électeurs de la collectivité. À Saint-Barthélemy, le sénateur est élu au scrutin majoritaire à deux tours. Ils sont 2 candidats dans la collectivité, chacun avec un suppléant.
| N°  | Candidats | Candidats                | Parti | Principales fonctions                    |
| --- | --------- | ------------------------ | ----- | ---------------------------------------- |
| T01 |           | Michel Magras            | UMP   | Sénateur sortant, conseiller territorial |
| S01 |           | Élodie Blanchard-Laplace | UMP   | Conseillère territoriale                 |
| T02 |           | Benoît Chauvin           | DVG   | Conseiller territorial                   |
| S02 |           | Bettina Cointre          | DVG   |                                          |

## Résultats
|             | Michel Magras  | UMP         | 15 | 78,95  |  |  |
|             | Benoit Chauvin | DVG         | 4  | 21,05  |  |  |
|             |                |             |    |        |  |  |
| Inscrits    | Inscrits       | Inscrits    | 21 | 100,00 |  |  |
| Abstentions | Abstentions    | Abstentions | 0  | 0,00   |  |  |
| Votants     | Votants        | Votants     | 21 | 100,00 |  |  |
| Blancs      | Blancs         | Blancs      | 0  | 0,00   |  |  |
| Nuls        | Nuls           | Nuls        | 2  | 9,52   |  |  |
| Exprimés    | Exprimés       | Exprimés    | 19 | 90,48  |  |  |